# تام لانگبوت
تام لانگبوت (انگلیسی: Tom Longboat; ۴ ژوئن ۱۸۸۷ – ۹ ژانویهٔ ۱۹۴۹) ورزشکار دو و میدانی اهل کانادا بود.